# NGC 5354
NGC 5354 (другие обозначения — UGC 8814, MCG 7-29-11, ZWG 219.19, HCG 68B, PGC 49354) — линзообразная или эллиптическая галактика в созвездии Гончих Псов. Открыта Уильямом Гершелем в 1788 году. Описание Дрейера: «довольно тусклый, маленький объект круглой формы, третий из четырёх», под остальными тремя имеются в виду NGC 5350, NGC 5353, NGC 5355. Является частью Компактной группы Хиксона 68 (она же — группа галактик NGC 5353) и образует с этой галактикой пару. Удаляется со скоростью 2520 км/с от Млечного Пути, находится на расстоянии 120 миллионов световых лет, имеет диаметр в 50 тысяч световых лет.
Звёздная масса галактики составляет около 60 миллионов масс Солнца, светимость в инфракрасном диапазоне — 42 миллиона светимостей Солнца. Темп звездообразования — 0,06 M⊙/год. Возможно, галактика являлась источником гравитационных волн. Галактика содержит компактный источник радиоволн, а в её спектре наблюдаются линии поглощения CO.